# Лептоны
Лепто́ны (греч. λεπτός — лёгкий) — фундаментальные частицы с полуцелым спином, не участвующие в сильном взаимодействии. Наряду с кварками и калибровочными бозонами лептоны составляют неотъемлемую часть Стандартной модели.

## Этимология и история
Название «лептон» было предложено Л. Розенфельдом (с подачи К. Мёллера) в 1948 году и отражало тот факт, что все известные в то время лептоны были значительно легче тяжёлых частиц, входящих в класс барионов (βαρύς — тяжёлый). Сейчас этимология термина уже не вполне согласуется с действительным положением дел, так как открытый в 1977 году тау-лептон примерно в два раза тяжелее самых лёгких барионов (протона и нейтрона).

## Свойства
Все лептоны являются фермионами, то есть их спин равен 1/2. Лептоны вместе с кварками (которые участвуют во всех четырёх взаимодействиях, включая сильное) составляют класс фундаментальных фермионов — частиц, из которых состоит вещество и у которых, насколько это известно, отсутствует внутренняя структура.
Несмотря на то, что до сих пор никаких экспериментальных указаний на неточечную структуру лептонов не обнаружено, делаются попытки построить теории, в которых лептоны (и другая группа фундаментальных фермионов — кварки) были бы составными объектами. Рабочее название для гипотетических частиц, составляющих кварки и лептоны, — преоны.
Гипотетические суперпартнёры лептонов — бозоны слептоны.

### Поколения лептонов
Существует три поколения лептонов:
- первое поколение: электрон, электронное нейтрино
- второе поколение: мюон, мюонное нейтрино
- третье поколение: тау-лептон, тау-нейтрино

(плюс соответствующие античастицы).
Таким образом, в каждое поколение входит отрицательно заряженный (с зарядом −1e) лептон, положительно заряженный (с зарядом +1e) антилептон и нейтральные нейтрино и антинейтрино. Все они обладают ненулевой массой, хотя масса нейтрино весьма мала по сравнению с массами других элементарных частиц (менее 1 электронвольта для электронного нейтрино).

Количество возможных поколений «классических» (то есть относительно лёгких и участвующих в слабом взаимодействии) лептонов установлено из экспериментов по измерению ширины распада Z0-бозона — оно равно трём. Строго говоря, это не исключает возможности существования «стерильных» (не участвующих в слабом взаимодействии) или очень тяжёлых (массой более нескольких десятков ГэВ, вопреки названию) поколений лептонов. Количество поколений лептонов пока не объяснено в рамках существующих теорий. Почти все наблюдаемые во Вселенной процессы выглядели бы точно так же, если бы существовало только одно поколение лептонов.
Связь лептонов с калибровочными бозонами не зависит от поколения, то есть с точки зрения слабого и электромагнитного взаимодействия, например, электрон неотличим от мюона и тау-лептона. Это свойство (лептонная универсальность) проверено экспериментально в измерениях ширины распада Z-бозона и в измерениях времён жизни мюона и тау-лептона.

### Лептонное число
Каждому заряженному лептону (электрон, мюон, тау-лептон) соответствует лёгкий нейтральный лептон — нейтрино. Ранее считалось, что каждое поколение лептонов обладает своим (так называемым флейворным — от англ. flavor) лептонным зарядом, — иными словами, лептон может возникнуть только вместе с антилептоном из своего поколения, так, чтобы разность количества лептонов и антилептонов каждого поколения в замкнутой системе была постоянной. Эта разность называется электронным, мюонным или тау-лептонным числом, в зависимости от рассматриваемого поколения. Лептонное число лептона равно +1, антилептона — −1.
С открытием осцилляций нейтрино обнаружено, что это правило нарушается: электронное нейтрино может превратиться в мюонное или тау-нейтрино и т. д. Таким образом, флейворное лептонное число не сохраняется. Однако процессов, в которых не сохранялось бы общее лептонное число (не зависящее от поколения), пока не обнаружено. Лептонное число иногда называют лептонным зарядом, хотя с ним, в отличие от электрического заряда, не связано какое-либо калибровочное поле. Закон сохранения лептонного числа является экспериментальным фактом и пока не имеет общепринятого теоретического обоснования. В современных расширениях Стандартной модели, объединяющих сильное и электрослабое взаимодействия, предсказываются процессы, не сохраняющие лептонное число. Их низкоэнергетическими проявлениями могут быть пока не открытые нейтрино-антинейтринные осцилляции и безнейтринный двойной бета-распад, изменяющие лептонное число на две единицы.

### Времена жизни
Из заряженных лептонов стабильным является только самый лёгкий из них — электрон (и его античастица — позитрон). Более тяжёлые заряженные лептоны распадаются в более лёгкие. Например, отрицательный мюон распадается в электрон, электронное антинейтрино и мюонное нейтрино (видно, что в этом процессе сохраняются как общее, так и флейворные лептонные числа) с временем жизни около 2 мкс. Тау-лептон (время жизни около 3⋅10−13 с) может распадаться с вылетом не только лептонов, но и лёгких адронов (каонов и пионов). Распад нейтрино не обнаружен, в настоящее время они считаются стабильными.

### Массы
Для масс заряженных лептонов получено несколько простых эмпирических закономерностей, таких как формула Коидэ и формула Барута, которые не имеют общепринятого теоретического объяснения.